# Richard Dixon Oldham

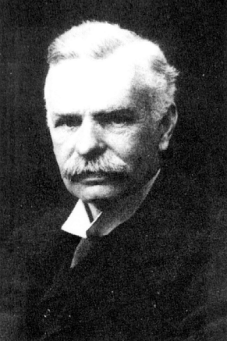
Richard Dixon Oldham

Richard Dixon Oldham (* 31. Juli 1858  in Dublin; † 15. Juli 1936) war ein britischer Geologe und Mitglied der Royal Society. Er machte die erste eindeutige Identifizierung der getrennten Ankünfte von P-Wellen, S-Wellen und Oberflächenwellen auf Seismogrammen und vermutete die Existenz eines flüssigen Erdkerns.

## Leben
Richard Dixon Oldham war der Sohn des Geologen Thomas Oldham. Er besuchte zunächst die Rugby School in der englischen Grafschaft Warwickshire und später Royal School of Mines, eine staatliche Ausbildungsstätte für Bergbaukunde in London.
1879 trat er dem Geological Survey of India bei. Er verfasste über 40 Publikationen über Themen wie heiße Quellen, die Geologie des Son-Tals und der Struktur des Himalaya und der Ganges-Ebene. Sein bekanntestes Werk handelte von der Seismologie. Sein Bericht über das Assam-Erdbeben von 1897 ging weit über Berichte von früheren Erdbeben hinaus. Es enthielt eine Beschreibung der Chedrang-Verwerfung mit einer Dislokation von bis zu 35 Metern. Sein wichtigster Beitrag zur Seismologie war die erste eindeutige Identifizierung der getrennten Ankünfte von P-Wellen, S-Wellen und Oberflächenwellen auf Seismogramme. Da diese Beobachtungen mit der Theorie der elastischen Wellen übereinstimmte, zeigten sie, dass man die Erde als elastischen Körper ansehen konnte.
1893 bearbeitete er das Manual of the Geology of India von H. D. Medlicott und W. T. Blanford neu.
Im Jahr 1903 kündigte Oldham wegen Krankheit bei dem Geological Survey of India und kehrte in das Vereinigte Königreich zurück. Im Jahr 1906 analysierte er die seismischer Ankunftszeit aufgezeichneter Erdbeben. Er folgerte aus den Laufzeitunterschieden, dass die Erde einen Kern hatte, und schätzte dessen Radius auf das 0,55-fache des Radius der Erde. Er starb am 15. Juli 1936.

## Mitgliedschaften und Ehrungen
- 1908 Lyell-Medaille
- 1911 Mitglied der Royal Society[4]
- 1920 bis 1922 Präsident der Geological Society of London[4]

## Werke
- R. D. Oldham: Report of the great earthquake of 12th June, 1897 (= Memoirs of the Geological Society of India. Band 29). K. Paul, Trench, Trübner & co., 1899 (archive.org).
- R. D. Oldham: On the Propagation of Earthquake Motion to Great Distances. In: Philosophical Transactions of the Royal Society A. Band 194, 1900, S. 135–174, doi:10.1098/rsta.1900.0015, bibcode:1900RSPTA.194..135O (archive.org).
- R.D. Oldham: The Constitution of the Interior of the Earth, as Revealed by Earthquakes. In: Quarterly Journal of the Geological Society. Band 62, Nr. 1–4, 1906, S. 456–475, doi:10.1144/GSL.JGS.1906.062.01-04.21 (Online in der Google-Buchsuche).